# دوناتو بيلانشا
دوناتو بيلانشا (10 يوليو 1951 - 17 ديسمبر 2020) قاتل متسلسل إيطالي قتل سبعة عشر شخصًا، تسع نساء وثمانية رجال على الريفييرا الإيطالية في الفترة من أكتوبر 1997 إلى أبريل 1998.
جعل أسلوب عمل بيلانشا غير المتسق من الصعب التعرف عليه والتقاطه. لم تكن هناك روابط واضحة بين غالبية جرائم القتل التي ارتكبها. اختار معظم ضحاياه بشكل عشوائي عبر منطقة شاسعة من شمال إيطاليا، وأصبح مرادفًا للخوف بين الناس الذين يعيشون على طول الريفيرا الإيطالية. حصل على ألقاب «وحش ليغوريا» و«القاتل في القطارات».
في البداية نُسبت إلى تسع جرائم قتل فقط من قبل الشرطة الإيطالية، واعترف بيلانسيا لاحقًا بقتل ثمانية أشخاص آخرين. مع حكم يصل إلى 13 حكماً بالسجن المؤبد، مع عدم وجود إمكانية للإفراج عنه، تم تعريف بيلانشا من قبل بعض الصحف على أنه «أسوأ قاتل متسلسل في تاريخ إيطاليا». وعلى الرغم من اعترافه بارتكاب جرائم القتل إلا أن بيلانشا لم يندم قط صراحةً على جرائمه، مدعياً أنه لم يرتكبها عن قصد لأنه «ممسوس» بمرض. توفي بيلانسيا في 17 ديسمبر 2020 في السجن جراء كوفيد 19.